# Lipnica (Słowenia)
Lipnica – wieś w Słowenii, w gminie Radovljica. W 2018 roku liczyła 47 mieszkańców.